# Gilles Gougeon
Pour les articles homonymes, voir Gougeon.
Pour l’article ayant un titre homophone, voir Gilles Goujon.
Gilles Gougeon, né à Montréal en 1943, est un écrivain, animateur de télévision et journaliste québécois.

## Reporter-Journaliste
C'est pendant qu'il étudie à l'école secondaire Chomedey-de-Maisonneuve, en 1958, que Gilles Gougeon commence sa carrière de journaliste à l'hebdomadaire Les Nouvelles de l'Est, dans son quartier Hochelaga-Maisonneuve, dans l'est de Montréal.
Il se joint à la Société Radio-Canada en 1959, où son travail de reporter et journaliste, tant à la radio qu'à la télévision, l'amène se rendre dans plus de 40 pays.
Gilles Gougeon devient l'animateur d'un jeu télévisé populaire, Tous pour un de 1992 à 1994, puis d'une série hebdomadaire axée sur le service aux consommateurs, La Facture de 1995 à 2003. En 2003-2004, pendant quelques mois, il est présentateur du journal télévisé Le Téléjournal. En 2004, il anime l'émission 5 sur 5 de Radio-Canada, puis en 2008, il redevient reporter international au sein de l'équipe de l'émission Une heure sur terre.
Gilles Gougeon quitte Radio-Canada et prend sa retraite à la fin de mai 2013 après une carrière de 54 ans surtout à la société d'état,,.

### Prix de journalisme
Plusieurs prix de journalisme sont décernés à Gilles Gougeon au tout au cours de sa carrière :
- Prix Judith-Jasmin (1981)
- Gémeaux Meilleur reportage (1989)
- Gémeaux Meilleur animateur d'émission d'information (2002)
- Prix d'excellence René-Lecavalier pour la qualité de la langue (2003-2004)

## Écrivain
Gilles Gougeon publie les ouvrages suivants :
- (1999) - Taxi pour la liberté, Libre Expression
- (2002) - Catalina, Libre Expression
- (2005) - Katchanga, Libre Expression[8]

## Animateur télévision
- 1975 à 1979 : Le 60 et Télémag
- 1979 à 1983 : L'Objectif (Radio-Québec)
- 1983 à 1992 : Le Point
- 1992 à 1994 : Tous pour un
- 1995 à 2003 : La Facture
- 2004 : Le Téléjournal
- 2004 à 2007 : 5 sur 5